# Donaubrücke Schwabelweis
Die Donaubrücke Schwabelweis ist eine 518 m lange Straßenbrücke in Regensburg, die bei Stromkilometer 2376,32 die Donau überspannt und 1979–1981 errichtet wurde.
Die Donaubrücke Schwabelweis wurde im Rahmen der Regensburger Osttangente gebaut. Im Bereich der Donauquerung weist die Straßentrassierung im Grundriss im südlichen Vorlandbereich eine Krümmung auf, die Donau wird in einem Winkel von 56° gekreuzt. Die Straßenbrücke besitzt je Fahrtrichtung drei Fahrstreifen sowie auf der Ostseite einen Geh- und Radweg. Im Jahr 2004 hatte die Straßenüberführung eine Verkehrsbelastung von 43.800 Kraftfahrzeugen am Tag.
Die Osttangente, die über die Brücke verläuft, trägt inzwischen den Namen der ukrainischen Partnerstadt Regensburgs und heißt Odessa-Ring.

## Konstruktion
Der 518,33 m lange Brückenzug besteht aus der stählernen Strombrücke sowie beidseitigen Vorlandbrücken, die durch Gruppenpfeiler von der Hauptbrücke getrennt sind. Die südliche Vorlandbrücke weist sechs Öffnungen mit Stützweiten von 40,6 m und 40,67 m in den Endfeldern und 41,11 m bei den Innenfeldern auf. Die nördliche Vorlandbrücke besitzt zwei Öffnungen mit je 30,88 m Stützweite. Der Überbau besitzt für beide Richtungsfahrbahnen getrennte Plattenbalkenquerschnitte mit je sechs Stegen. Die einzelnen Balken sind als vorgespannte Fertigteile hergestellt worden.
Die Strombrücke besitzt eine Stützweite von 207,06 m und gehört damit zu den längsten Stabbogenbrücken Deutschlands. Die in einem Achsabstand von 27,9 m angeordneten, freistehenden Bögen haben einen Stich von 31,8 m und sind aufgrund der schiefen Brückenlagerung in Brückenlängsrichtung versetzt angeordnet. Sie weisen einen geschlossenen Hohlkastenquerschnitt mit 3,0 m Breite und 1,1 m Höhe auf. Die Lasten des Brückenüberbaus werden mit je 15 Hängern, die in einem Abstand von 12,18 m angeordnet sind und einen Rechteckquerschnitt besitzen, von den Hauptträgern in die Bögen geleitet. Der stählerne Überbau hat eine orthotrope Fahrbahnplatte mit einem Quergefälle von 2,5 %. Daher ist die Höhe der vollwandigen Hauptträger unterschiedlich und beträgt auf der Brückenwestseite 3,6 m sowie auf der Ostseite 3,9 m. Die Hauptträger sind alle 4,06 m durch Querträger mit einer mittleren Höhe von 1,5 m verbunden.
Die Strombrücke wurde im nördlichen Vorlandbereich komplett montiert und anschließend mit Hilfe von Schiffen über die Donau eingeschoben.